# Invokace (listina)
Invokace (z lat. invocatio, tj. zvolání) je v diplomatice označení pro úvodní část středověké listiny. Může být vyjádřena grafickým symbolem (kříž, chrismon, labarum) či krátkou slovní formulí, někdy oběma způsoby. Protože se nachází na samém počátku textu, bývá často zobrazena jako elongata. Invokace v běžných listinách pozvolna mizí již během středověku, zachována zůstala jen u některých typů písemností, jako jsou např. notářské instrumenty, rozsudky církevních soudů, závěti apod.

## Význam a vývoj
Vzývání Božího jména na samém počátku textu mělo přispět k upevnění a trvalé platnosti právního pořízení. Ve franských a říšských listinách je obvyklé v raném a vrcholném středověku. V byzantských listinách se invokace objevuje do obrazoborectví v 8. a 9. století.
V mnoha listinách je invokace vyjádřena křížem v rozličných formách, ve franských a německých panovnických listinách dominuje chrismon. Karel Veliký zvolil po své císařské korunovaci verbální formu In nomine patris et filii et spiritus sancti (Ve jménu Otce a Syna a svatého Ducha), od roku 833 převládala v říšské kanceláři za Ludvíka II. verze In nomine sanctae et individuae trinitatis (Ve jménu svaté a nerozdílné Trojice). Během 12. století tyto slovní invokace v jednoduchých listinách zcela odpadají, jinde jsou nahrazeny slovy In nomine Dei (Ve jménu Boha) nebo podobnou zkrácenou verzí.
V langobardské a normanské jižní Itálii se ustálila nejčastější forma slovní invokace In nomine domini Dei et salvatoris nostri Iesu Christi (Ve jménu Boha a spasitele našeho Ježíše Krista). V papežských synodálních konstitucích byla verbální invokace jejich pevnou součástí, v jednotlivých papežských listinách se objevuje zřídka a zcela mizí během reformy papežské kanceláře v 11. století.
V českém prostředí se invokace objevují v listinách Přemyslovců až do vlády Přemysla Otakara II., ovšem v listinách menších vydavatelů se vyskytují ještě na konci 15. století.

## Příklady

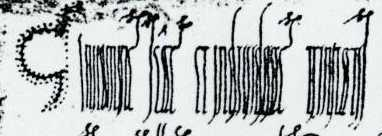
Chrismon a verbální invokace In nomine sanctae et individuae trinitatis v listině Jindřicha III. (1053)
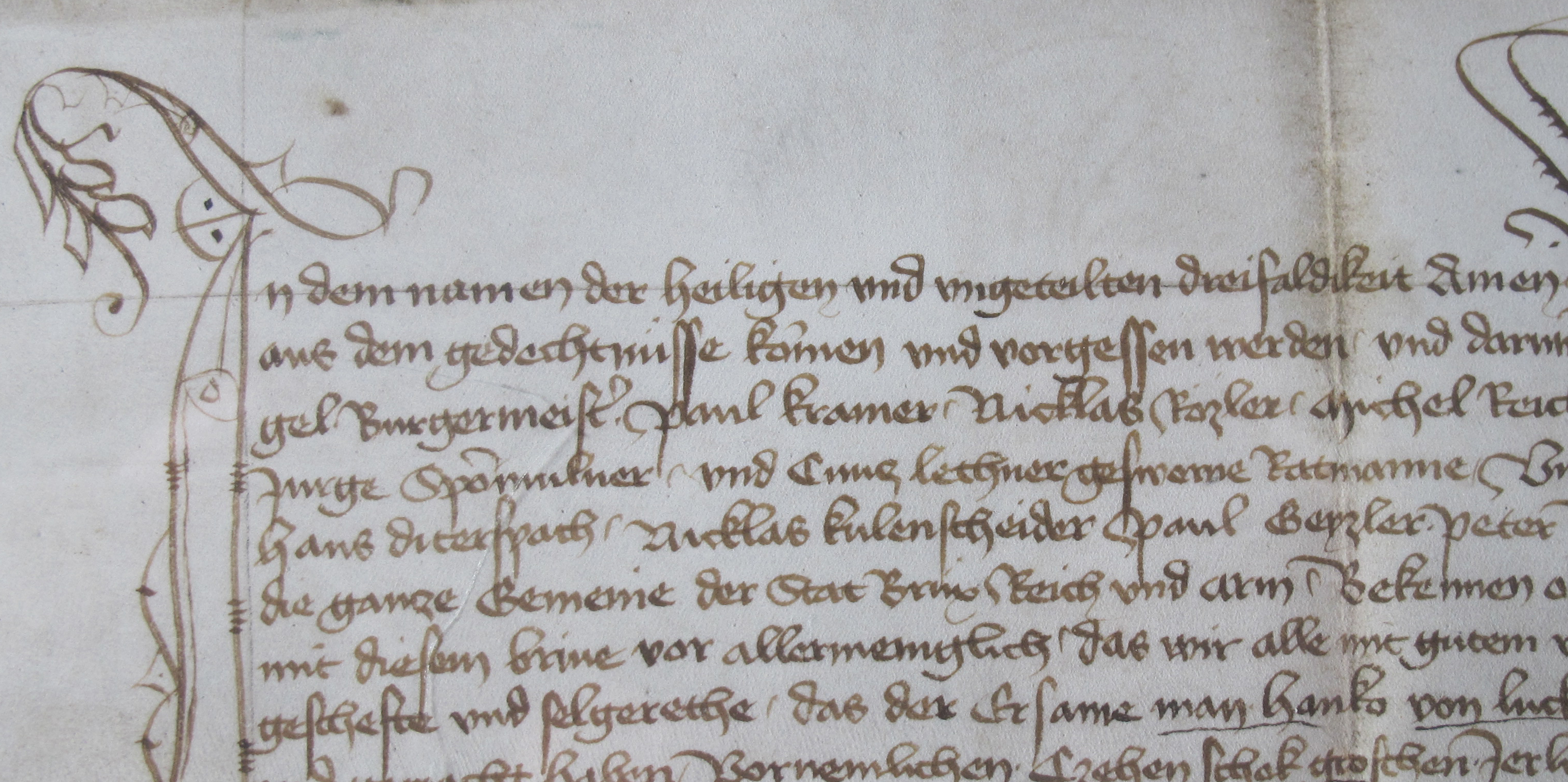
Invokace In dem namen der heiligen und ungeteilten dreifaldikeit amen v listině města Mostu (1440)
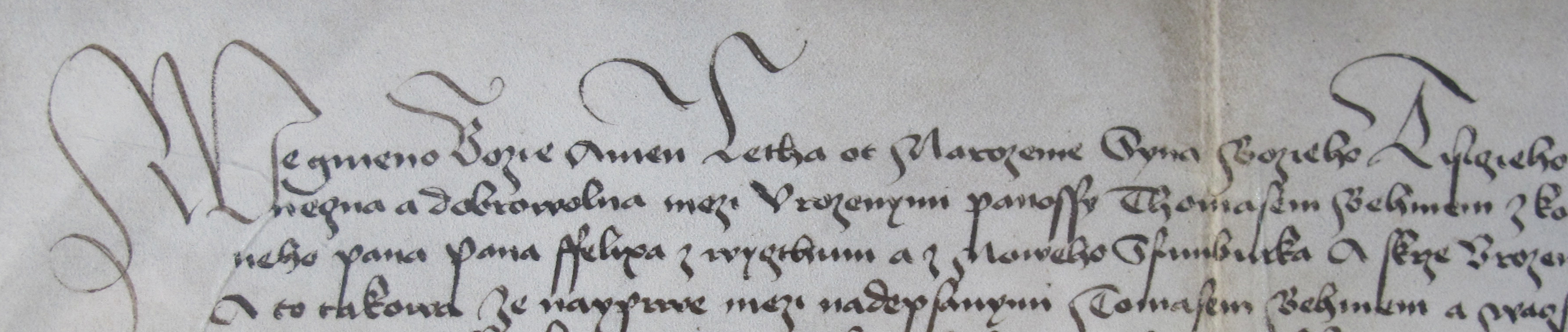
Invokace We gmeno bozie amen v listině Tomáše Behma z Konobrž (1491)
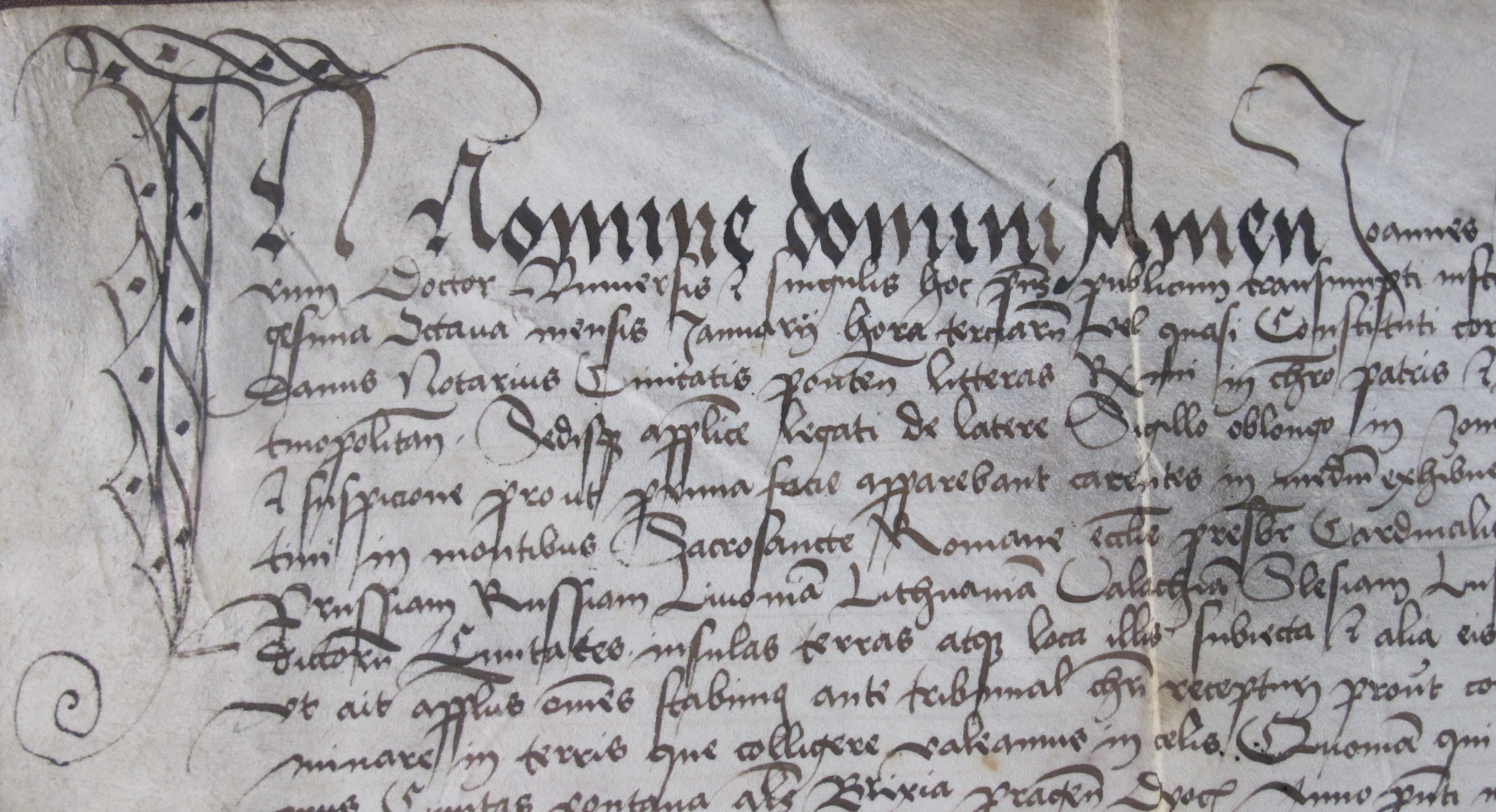
Invokace In nomine domini amen ve vidimu pražského administrátora Jana Žáka (1516)
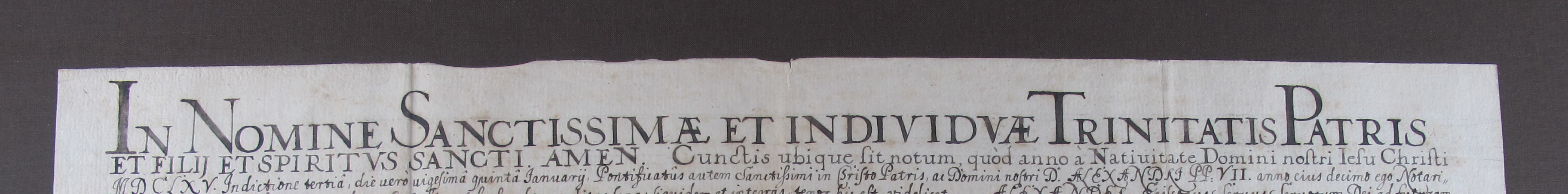
Invokace In nomine sanctissimæ et individuæ trinitatis patris et filii spiritus sancti amen v notářském instrumentu (1665)